# Campionat d'Europa de futbol 1984
L'Eurocopa de futbol de 1984 es va disputar a França entre el 12 i el 27 de juny de 1984. En aquells temps, només vuit seleccions podien disputar el torneig final. Set països es van haver de classificar per a la fase final, ja que França estava classificada automàticament per ser l'amfitriona del torneig.

## Països participants
Les seleccions classificades foren:
- Alemanya Federal

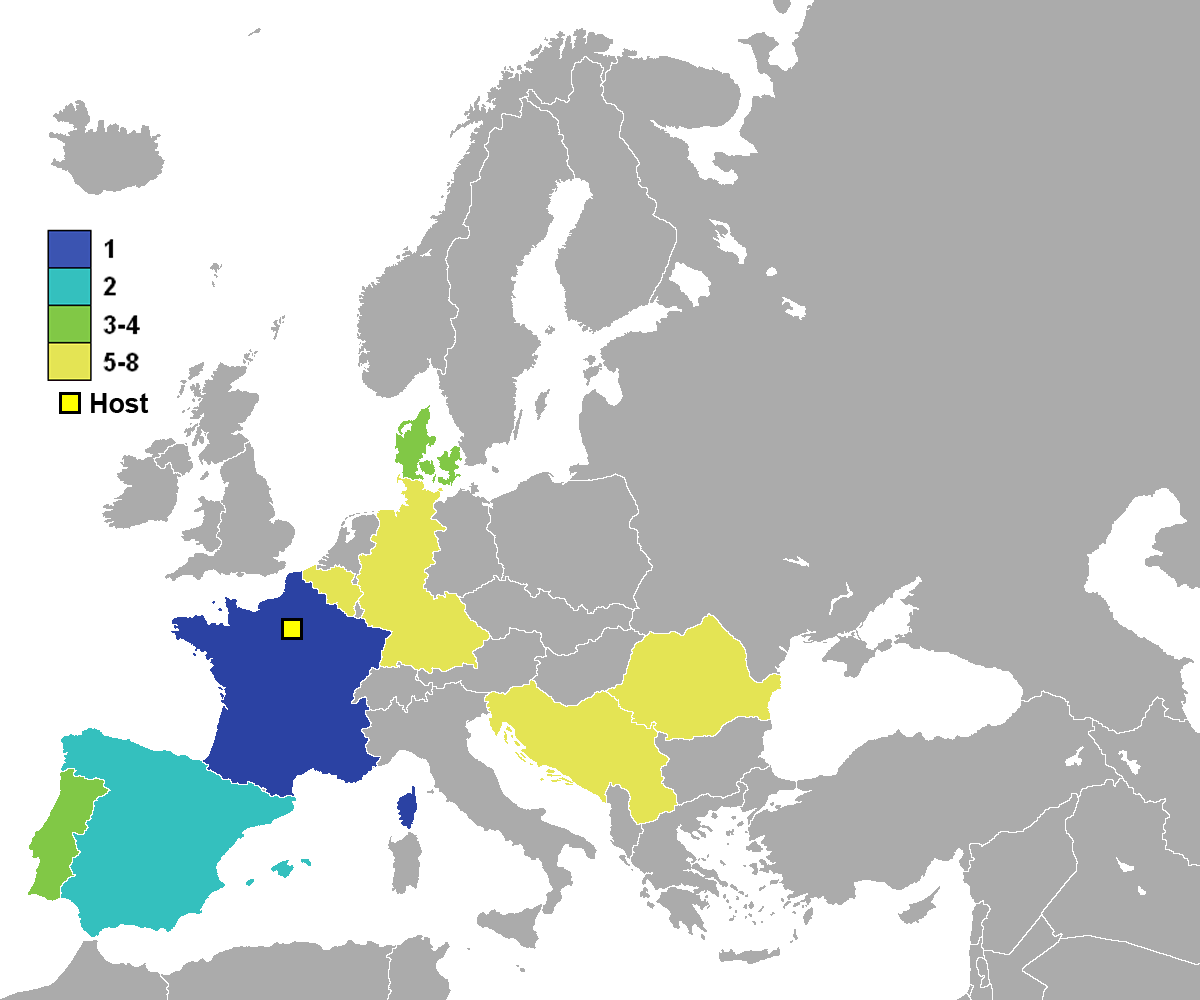
Finalistes del Campionat d'Europa de 1984

- França (classificat com a hoste)
- Romania (primera participació)
- Espanya
- Portugal (primera participació)
- Dinamarca
- Bèlgica
- Iugoslàvia

## Seus
| \| Lens París Estrasburg Nantes Lió Saint-Étienne Marseille \| |                         |                    |  |
| París                                                          | Marsella                |                    |  |
| Parc des Princes                                               | Stade Vélodrome         |                    |  |
| Capacitat: 48.000                                              | Capacitat: 55.000       |                    |  |
| Parc des Princes                                               | Stade Vélodrome         |                    |  |
| Lió                                                            | Sant-Etiève             |                    |  |
| Stade de Gerland                                               | Stade Geoffroy-Guichard |                    |  |
| Capacitat: 40.000                                              | Capacitat: 53.000       |                    |  |
| Stade de Gerland                                               |                         |                    |  |
| Lens                                                           | Nantes                  | Estrasburg         |  |
| Stade Félix Bollaert                                           | Stade de la Beaujoire   | Stade de la Meinau |  |
| Capacitat: 49.000                                              | Capacitat: 53.000       | Capacitat: 40.000  |  |
| Stade Félix Bollaert                                           | Stade de la Beaujoire   | Stade de la Meinau |  |
| Lens París Estrasburg Nantes Lió Saint-Étienne Marseille       |                         |                    |  |

## Àrbitres
| - Àustria, Heinz Fahnler - Bèlgica, Alexis Ponnet - Txecoslovàquia, Vojtech Christov - Alemanya Oriental, Adolf Prokop - Anglaterra, George Courtney - França, Michel Vautrot - Itàlia, Paolo Bergamo | - Països Baixos, Jan Keizer - Escòcia, Bob Valentine - Espanya, Augusto Lamo Castillo - Unió Soviètica, Romualdas Juška - Suïssa, André Daina - Alemanya Occidental, Volker Roth |

## Primera fase

### Grup A
| Equip      | Pts | PJ | PG | PE | PP | GF | GC |
| ---------- | --- | -- | -- | -- | -- | -- | -- |
| França     | 6   | 3  | 3  | 0  | 0  | 9  | 2  |
| Dinamarca  | 4   | 3  | 2  | 0  | 1  | 8  | 3  |
| Bèlgica    | 2   | 3  | 1  | 0  | 2  | 4  | 8  |
| Iugoslàvia | 0   | 3  | 0  | 0  | 3  | 2  | 10 |

### Grup B
| Equip            | Pts | PJ | PG | PE | PP | GF | GC |
| ---------------- | --- | -- | -- | -- | -- | -- | -- |
| Espanya          | 4   | 3  | 1  | 2  | 0  | 3  | 2  |
| Portugal         | 4   | 3  | 1  | 2  | 0  | 2  | 1  |
| Alemanya Federal | 3   | 3  | 1  | 1  | 1  | 2  | 2  |
| Romania          | 1   | 3  | 0  | 1  | 2  | 2  | 4  |

## Fase final
|  | Semifinals                             | Semifinals |   |  | Final                                | Final |  |
|  |                                        |            |   |  |                                      |       |  |
|  | 23 de juny - Stade Vélodrome, Marsella |            |   |  |                                      |       |  |
|  | França (pr.)                           | 3          |   |  |                                      |       |  |
|  | Portugal                               | 2          |   |  |                                      |       |  |
|  |                                        |            |   |  |                                      |       |  |
|  |                                        |            |   |  | 27 de juny - Parc des Princes, París |       |  |
|  |                                        |            |   |  | França                               | 2     |  |
|  |                                        | Espanya    | 0 |  |                                      |       |  |
|  |                                        |            |   |  |                                      |       |  |
|  |                                        |            |   |  |                                      |       |  |
|  |                                        |            |   |  |                                      |       |  |
|  | 24 de juny - Stade Gerland, Lió        |            |   |  |                                      |       |  |
|  | Dinamarca                              | 1          |   |  |                                      |       |  |
|  | Espanya (pen.)                         | 1          |   |  |                                      |       |  |

### Semifinals
| França                                  | 3–2 | Portugal              |
| --------------------------------------- | --- | --------------------- |
| Domergue 24' Domergue 114' Platini 119' |     | Jordão 74' Jordão 98' |

 Stade Vélodrome, Marsella
Àrbitre: Paolo Bergamo (Itàlia) 
Assistència: 54.848        
| Dinamarca | 1–1 | Espanya    |
| --------- | --- | ---------- |
| Lerby 7'  |     | Maceda 67' |

 Stade Gerland, Lió
Àrbitre: George Courtney (Anglaterra) 
Assistència: 47.483        
|  | Tanda de penals |          |     |          |            |
|  | Brylle          | Encertat | 1:1 | Encertat | Santillana |
|  | Olsen           | Encertat | 2:2 | Encertat | Señor      |
|  | M. Laudrup      | Encertat | 3:3 | Encertat | Urkiaga    |
|  | Lerby           | Encertat | 3:4 | Encertat | Víctor     |
|  | Elkjær          | Fallat   | 4:5 | Encertat | Sarabia    |

## Final
| França                  | 2–0 | Espanya |
| ----------------------- | --- | ------- |
| Platini 57' Bellone 90' |     |         |

 Parc des Princes, París
Àrbitre: Vojtech Christov (Txecoslovàquia) 
Assistència: 47.368        
| FRANÇA                                                | ESPANYA                                                  |
| ----------------------------------------------------- | -------------------------------------------------------- |
| 1 Bats                                                | 1 Arconada                                               |
| 5 Battiston                                           | 8 Victor                                                 |
| 4 Bossis                                              | 2 Urquiaga                                               |
| 15 Le Roux                                            | 3 Camacho                                                |
| 3 Domergue                                            | 12 Salva                                                 |
| 12 Giresse                                            | 7 Señor                                                  |
| 14 Tigana                                             | 14 Julio Alberto                                         |
| 6 Luis Fernandez                                      | 10 Gallego                                               |
| 10 Platini                                            | 16 Francisco                                             |
| 17 Lacombe                                            | 9 Santillana                                             |
| 11 Bellone                                            | 11 Carrasco                                              |
| Ent. Michel Hidalgo                                   | Ent. Miguel Muñoz Mozún                                  |
| Canvis Amorós (Battiston, 72') Genghini (Lacombe, 80) | Canvis Sarabia (Julio Alberto, 77') Roberto (Salva, 85') |
| Amonestats Le Roux                                    | Amonestats Gallego Carrasco Roberto                      |

|  | Campió: FRANÇA Primer títol |

## Golejadors
| Jugador                  | Selecció         | Gols |
| ------------------------ | ---------------- | ---- |
| Michel Platini           | França           | 9    |
| Frank Arnesen            | Dinamarca        | 3    |
| Rui Manuel Jordão        | Portugal         | 2    |
| Preben Elkjær            | Dinamarca        | 2    |
| Jean-François Domergue   | França           | 2    |
| Rudi Völler              | Alemanya Federal | 2    |
| Antonio Maceda           | Espanya          | 2    |
| Jan Ceulemans            | Bèlgica          | 1    |
| Georges Grün             | Bèlgica          | 1    |
| Erwin Vandenbergh        | Bèlgica          | 1    |
| Franky Vercauteren       | Bèlgica          | 1    |
| Klaus Berggreen          | Dinamarca        | 1    |
| Kenneth Brylle           | Dinamarca        | 1    |
| John Lauridsen           | Dinamarca        | 1    |
| Søren Lerby              | Dinamarca        | 1    |
| Bruno Bellone            | França           | 1    |
| Luis Fernández           | França           | 1    |
| Alain Giresse            | França           | 1    |
| Tamagnini Nené           | Portugal         | 1    |
| António Sousa            | Portugal         | 1    |
| Laszlo Bölöni            | Romania          | 1    |
| Marcel Coraş             | Romania          | 1    |
| Francisco José Carrasco  | Espanya          | 1    |
| Carlos Alonso Santillana | Espanya          | 1    |
| Miloš Šestić             | Iugoslàvia       | 1    |
| Dragan Stojković         | Iugoslàvia       | 1    |